# Airlink
South African Airlink (code AITA : 4Z ; code OACI : LNK) est une compagnie aérienne sud-africaine.

## Histoire
Elle a été recréée en 1995 d'un historique datant de la formation de Midlands Aviation en 1967 incorporant les sociétés suivantes : Lowveld Aviation Services, Magnum Airways, Border Air, Citi Air et Link Airways. La compagnie aérienne est devenue le premier réseau majeur de l'Afrique du Sud, en se développant dans les villes moyennes et centres économiques importants.

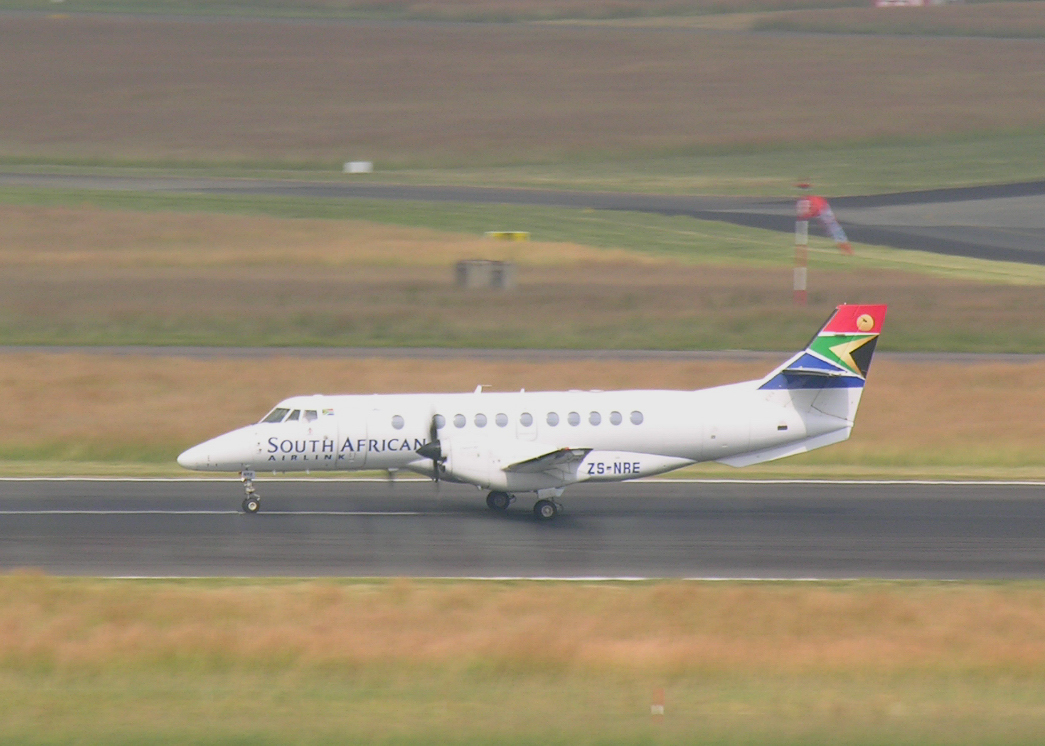
Appareil de South African Airlink au décollage de Johannesbourg.

En 1997, South African Airlink rejoint South African Airways et South African Express Airways.
En 2020, le partenariat entre Airlink et South African Airways prend fin après 23 ans, South African Airlink est renommée en Airlink afin de marquer son indépendance.

## Destinations
Au départ de Johannesburg :
- Antananarivo,  Madagascar
- Beira,  Mozambique,
- Bulawayo,  Zimbabwe
- Tôlanaro,  Madagascar
- George,
- Harare,  Zimbabwe
- Lubumbashi,🇨🇩Rép.Democratique Du Congo Lusaka,  Zambie
- Le Cap
- Mafikeng,
- Mala Mala, (en partenariat avec Mala Mala Air Service)
- Manzini,  Eswatini, (en partenariat avec Swaziland Airlink)
- Margate,
- Maseru,  Lesotho
- Mthatha,
- Ndola,  Zambie
- Nelspruit,
- Nosy Be,  Madagascar
- Pemba,  Mozambique
- Phalaborwa,
- Pietermaritzburg,
- Polokwane
- Saint-Hélène (ile de)
- Upington
- Windhoek

Au départ de Durban :
- Bloemfontein,
- East London,
- George,
- Maputo  Mozambique,
- Nelspruit,

Au départ du Cap :
- George,
- Kimberley,
- Nelspruit,
- Sun City,
- Upington

Au départ de Port Elizabeth :
- Bloemfontein
- East London,

## Flotte
La flotte de South African Airlink se compose des appareils suivants (au mois de septembre 2023) :

## Partenariats
- Swaziland Airlink.
- Airlink Cargo International (Pty) Limited.
- Sub Sahara Airlink.
- South African Airways, en partage de code.